# Cérémonie de clôture des Jeux olympiques d'hiver de 2018
La cérémonie de clôture des Jeux olympiques d'hiver de 2018 est la cérémonie de clôture des Jeux olympiques qui a lieu le 25 février 2018,,, dans le stade olympique de Pyeongchang à 20 h, heure locale (UTC+9).

## Déroulement du spectacle
La cérémonie débute par une chorégraphie de 102 danseurs, comme le nombre de médailles d'or décernées dans ces JO, et le lancement d'un feu d'artifice. Après l'arrivée en tribune officielle de Thomas Bach,, le président du CIO, et Moon Jae-in, le président sud-coréen, le premier tableau met en scène Jang Sa-ik (en) qui entonne l'hymne coréen, un solo à la guitare électrique joué par Yan Tae-hwan revisitant Les Quatre Saisons de Vivaldi et des jeux de lumière dans le stade. Après la diffusion d'un clip retraçant les moments forts de la quinzaine olympique, a lieu le défilé des porte-drapeaux puis des athlètes, moins protocolaire que celui de la cérémonie d'ouverture (les sportifs défilent sans ordre précis et se rassemblent finalement au centre du stade pour former « une seule nation », tradition à l'initiative de John Ian Wing (en), apprenti charpentier en Australie pour les Jeux de 1956 à Melbourne). Au milieu du spectacle, les médaillés des dernières épreuves disputées se voient remettre leurs médailles.
Le spectacle alterne les tableaux rythmés par de la musique et les instruments traditionnels (Pansori, geomungo) et moderne (K-pop sud-coréenne) avec notamment les membres du groupe EXO et l'artiste solo CL,, qui ont interprété Power et Growl (pour EXO) et The Baddest Female et enfin I Am the Best (pour CL).
La cérémonie se termine avec DJ Martin Garrix qui mixe aux platines. Il suit les pas de son compatriote Tiësto qui a joué lors de la cérémonie d'ouverture des jeux d'Athènes en 2004, événement durant lequel Martin Garrix a découvert sa vocation.

## Personnalités politiques présentes
- Corée du Sud - Le Président de la République de Corée du Sud Moon Jae-in et la première dame Kim Jung-sook.
- Corée du Nord - Le Président de l'Assemblée populaire suprême Kim Yong-chol[13].
- Chine - Le vice premier ministre Liu Yandong[14],[15].

## Maintien des sanctions contre la Russie
Les sanctions contre la délégation de Russie ont été maintenues. Les athlètes russes n'ont donc pas pu défiler avec leur drapeau à la suite des affaires de dopage.